# Greater Letaba
Greater Letaba (officieel Greater Letaba Local Municipality; Afrikaans: Groter Letaba Plaaslike Munisipaliteit) is een gemeente in het Zuid-Afrikaanse district Mopani.
Greater Letaba ligt in de provincie Limpopo en telt 212.701 inwoners. Hoofdplaats is Duiwelskloof.
De gemeente is naar de Letabarivier genoemd.

## Hoofdplaatsen
Het nationaal instituut voor de statistiek, Stats SA, deelt sinds de census 2011 deze gemeente in in 112 zogenaamde hoofdplaatsen (main place):
Bellevue • Blinkwater • Bolobedu • Boshakge • Bulasini • Buqa • Chabelane • Dinkateng • Ditshoseng • Duvula • Ga-Abele • Ga-Femane • Ga-Kgapane • GaMamanyoha • GaMaphale • GaMatlou • GaMaupa • GaMokwasela • GaMoroko • Ga-Mothele • Ga-Mothombeki • GaNtata • GaPhooko • GaRamaroka • GaRamodumo • Greater Letaba NU • Hlohlokwe • Iketleng • Jamela • Jokong • Kopje • Kuranta • Kwatane • Lebaka • Legwareng • Lehlareng • Lemondokop • Lenokwe • Mabumuleng • Madibeng • Maekgwe • Mahembeni • Makgakabeng • Makgakgapatse • Makhupe • Makwidibung • Malematsa • Mamaila • Mamakata • Mamokgadi • Mamphakathi • Mantsha • Maraka • Marotholong • Mathipane • Matshoboko • Matshwi • Medingeng • Mobungung • Modjadji Head Kraal • Modjadjiskloof • Mohlabeng • Mohokone • Mojeketla • Mokgoba • Mollong • Monate • Morakeng • Moropeni • Moshakga • Moshate • Moshate Head Kraal • Mothatsohle • Motlhakamasoma • Motsemokola • Motshele • Motsinoni • Mpepule • Mukwakwaila • Nakampe • Northampton • Phongololo • Rabothatha • Rakgara • Ramogakwa • Ramphenyane • Raphahlelo • Rasobi • Ratjeke • Roerfontein • Rotterdam • Satlaleni • Seaphole • Sebepe • Sedibeng • Sekgopo • Sekgoses • Sekhiming • Senwamokgope • Sephatwene • Sephukubje • Setaseng • Shamfana • Shotong • Staseni • Taulome • Thakgalane • Tlatsa • Tshamahansi • Tshamiseka • Vaalwater • Xawela.